# سامال يسلياموفا
سامال يسلياموفا هي ممثلة كازخية ولدت في 1 سبتمبر 1984، حصلت على جائزة مهرجان كان السينمائي لأفضل ممثلة في 2018.

## روابط خارجية
- سامال يسلياموفا على موقع IMDb (الإنجليزية)
- سامال يسلياموفا على موقع قاعدة بيانات الفيلم (الإنجليزية)